# Стан, Александра
Александра Стан (англ. Alexandra Stan, род. 10 июня 1989, Констанца, СРР) — румынская поп-певица.

## Биография
Александра Стан родилась в Румынии, и после окончания средней школы поступила на факультет управления «Andrei Saguna». Участвовала в различных музыкальных конкурсах, в том числе и румынском ежегодном музыкальном фестивале «Mamaia».
В 2009 был выпущен сингл «Lollipop (Param Pam Pam)», который в следующем году попал на немецкие мейнстрим радиостанции. В следующем году появился сингл «Mr. Saxobeat», в России он вышел под лейблом RDS Records.

### Mr. Saxobeat
Летом 2010 года состоялись премьера песни «Show Me The Way» и концертный тур по Румынии. В сентябре Стан представила сингл «Mr. Saxobeat». За 2 месяца песня стала популярной на её родине, достигнув первого места в Romanian Top 100. Успех ожидал композицию по всему миру. В начале 2011 года она попала в испанский и французский чарты синглов, а также в Canadian Hot 100. Сингл достиг первого места в Италии, Дании, Словакии, Венгрии и Польше. В конце мая «Saxobeat» стал лидером немецкого чарта. Песня находится в эфире российских, европейских и американских радиостанций с 8 ноября 2010 года в множествах радиостанции Румынии, в России — на станциях Радио Рекорд NRJ, DFM, Love Radio, Europa Plus, Карнавал и многих других, а видеоклип — на канале «Bridge TV», «Муз-тв».
После этого певица выпустила песню «Get Back (ASAP)», ставшую первой в Словакии, четвёртой в Румынии, восьмой в Финляндии. Песня «Lollipop» была заново выпущена через цифровую дистрибуцию, но не стала успешной. Летом 2011 года вышел сингл «Million», записанный при участии немецкого рэпера Carlprit. В сентябре 2011 года песня попала во французский радиоэфир. Позже она попала на радиостанции Бельгии и Румынии.

### Saxobeats
29 августа 2011 года вышел дебютный альбом Александры Стан — „Saxobeats“, содержавший восемь треков и пять ремиксов. Релиз стартовал во Франции, затем в Германии, Швейцарии, Норвегии, Испании, Польше и Италии. 25 октября пластинка была выпущена в США и Канаде посредством лейбла Ultra Records.
Альбом получил платиновый сертификат за продажи в Австралии и Испании , Дании и Швеции. Диск стал мультиплатиновым в Италии. В 2011 году на церемонии Romanian Music Awards певица получила две номинации за сингл „Mr. Saxobeat“ („Best Dance“ и „Best Song“, в итоге получив последнюю), а сама была выдвинута в категориях „Best Female“ и „Borderbreaker Award“, выиграв в последней.
4 июня 2012 года вышел новый сингл и клип Александры Lemonade, ставший первым синглом из нового альбома Saxobeats II. По данным на 1 октября клип набрал уже более 20 миллионов просмотров на портале YouTube. Сингл попал в итальянские, румынские и российские чарты.
27 сентября 2012 года вышел второй сингл и клип Cliche (Hush Hush). Для промоушна своего нового сингла Александра Стан отправилась в небольшое турне по США, которое прошло с 14 по 23 февраля 2013 года.
Третьим синглом из нового альбома стала песня All My People, записанная при участии Manilla Maniacs. Премьера песни на iTunes и премьера клипа состоялись 3 мая 2013 года.
Новым синглом Александры Стан должна стать песня Baby, It’s OK, записанная совместно с Follow Your Instinct.
Второй альбом Александры должен был выйти в сентябре 2013 года, но из-за избиения певицы её менеджером релиз был отложен на неопределённый срок.
Как сообщал новый менеджер Alexandra Stan, сингл „Wet“ должен был выйти 3 ноября 2013

### Дело о домашнем насилии
В июне 2013 года Александру Стан жестоко избил её менеджер Марчел Продан. Причём, первоначально на странице Александры в Facebook появилось сообщение о том, что певица попала в аварию и была госпитализирована в тяжёлом состоянии. Но, затем Александра Стан лично опровергла это сообщение в интервью Cancan.ro, заявив что была жестоко избита своим менеджером. По информации портала Cancan.ro конфликт разразился из-за того, что Александра Стан пришла в Maan Studio за деньгами, которые ей должны были выплатить 6 месяцев назад за концерты. Но Марчел Продан отказался выплатить Александре положенную сумму и начал жестоко избивать её. Затем конфликт продолжился в машине, после чего Марчел выкинул Александру на дорогу. Певица объявила о том, что собирается расторгнуть контракт с Марчелом и только после этого вернуться на сцену.

### Возвращение иUnlocked
28 апреля 2014 года Александра Стан представила поклонникам свой новый сингл „Thanks For Leaving“. Песня является первым синглом из нового альбома Александры, который певица записывала в Соединённых Штатах при поддержке Fonogram Studios. Выход альбома запланирован на август-сентябрь текущего года.
6 мая 2014 года был выпущен клип на песню Trupa Zero при участии Alexandra Stan „Inima De Gheata“.
27 мая 2014 года в сеть была слита песня „Cherry Pop“. Трек стал 2-м синглом со второго студийного альбома.
16 июля 2014 года состоялся релиз трека „Dance“, который стал 3-м синглом в поддержку нового альбома Александры. В этой песне Александра вернулась к своему старому звучанию. Композиция сильно отличается от последних работ певицы и больше напоминает песни из её дебютного альбома Saxobeats.
20 августа 2014 года состоялся релиз 4-го сингла „Give Me Your Everything“ в поддержку нового альбома. Видеоклип был выпущен через 2 дня после релиза трека.
27 августа 2014 года в Японии состоялся релиз второго студийного альбома Александры под названием Unlocked, а в США и Европе альбом был выпущен 25 ноября 2014 года.
5 декабря 2014 года трек „Vanilla Chocolat“, записанный при участии румынского хип-хоп исполнителя Connect-R стал 5-м синглом в поддержку альбома Unlocked и 1-м синглом для Международного издания.
8 июня 2015 года состоялся релиз трека „We Wanna“, записанного при участии румынской исполнительницы Inna и пуэрто-риканского исполнителя Daddy Yankee. Песня стала промосинглом в поддержку альбома Unlocked только для Германского издания.

### ALESTA
8 июня 2015 года состоялась премьера сингла и видеоклипа „We Wanna“ при участии румынской певицы Инны и пуэрто-риканского певца Daddy Yankee. Трек стал промосинглом для второго студийного альбома Unlocked (только Germany Edition) и официальным лид-синглом для третьего студийного альбома.
25 ноября 2015 года Александра представила 2-й сингл и видеоклип „I Did It, Mama!“ в поддержку третьего студийного альбома. 27 ноября в iTunes состоялась премьера трека.
7 января 2016 года в iTunes состоялся релиз официального EP I Did It, Mama! (Remixes), в который вошёл оригинальный трек и 7 официальных ремиксов.
24 января 2016 года Александра анонсировала свой третий студийный альбом под названием „ALESTA“. Данная пластинка была записана лейблом „Global Records“ и стала первой работой Александры в этом лейбле. 10 февраля Александра представила в сети официальную обложку и трек-лист альбома.
2 марта 2016 года состоялся релиз трека „Balans“, записанного при участии шведского певца Mohombi. Трек стал 3-м синглом в поддержку альбома ALESTA .
3 марта 2016 года в сети появилось видео с трек-листом и превью всех песен из альбома.
9 марта 2016 года состоялась премьера третьего студийного альбома ALESTA. Альбом был выпущен в 2 изданиях: международное и японское. Так же, в этот день состоялась премьера видеоклипа на 3-й сингл „Balans“.
31 мая 2016 года трек „Écoute“, записанный при участии группы Havana стал 4-м синглом в поддержку альбома ALESTA. В этот же день состоялась премьера видеоклипа.
24 августа 2016 года трек „Boom Pow“ стал 5-м официальным синглом с альбома ALESTA. Премьера видеоклипа состоялась в этот же день.
1 января 2017 года трек „9 Lives“, записанный при участии Jahmmi стал 6-м официальным и последним синглом в поддержку альбома ALESTA. 12 января 2017 года состоялась официальная премьера видеоклипа.

## Дискография

### Альбомы
| Название  | Информация                                                                                                  |
| --------- | --- |
| Saxobeats | - Релиз: 29 августа 2011 - Лейбл: Columbia Records - Формат: CD, цифровая дистрибуция                       |
| Unlocked  | - Релиз: 27 августа 2014 - Лейбл: Fonogram Records, Victor Entertainment - Формат: CD, цифровая дистрибуция |
| ALESTA    | - Релиз: 9 марта 2016 - Лейбл: Global Records, Victor Entertainment - Формат: CD, цифровая дистрибуция      |
| MAMI      | - Релиз: 25 апреля 2018 - Лейбл: Alexandra Stan Records - Формат: CD, цифровая дистрибуция                  |
| Rainbows  | - Релиз: 29 апреля 2022 - Лейбл: Universal - Формат: CD, цифровая дистрибуция                               |

### Мини-альбомы
| Название                  | Информация                                                                                             |
| ------------------------- | --- |
| Cliché (Hush Hush)        | - Релиз: 2 октября 2012 - Лейбл: Victor Entertainment, Maan Records - Формат: CD, цифровая дистрибуция |
| I Did It, Mama! (Remixes) | - Релиз: 27 ноября 2015 - Лейбл: Global Records - Формат: CD, цифровая дистрибуция                     |

### Синглы
| Сингл                                                   | Альбом             | Год  |
| ------------------------------------------------------- | ------------------ | ---- |
| „Lollipop (Param Pam Pam)“                              | Saxobeats          | 2009 |
| „Mr. Saxobeat“                                          | Saxobeats          | 2010 |
| „Get Back (ASAP)“                                       | Saxobeats          | 2011 |
| „One Million“ (feat. Carlprit)                          | Saxobeats          | 2011 |
| „Lemonade“                                              | Cliché (Hush Hush) | 2012 |
| „Cliché (Hush Hush)“                                    | Cliché (Hush Hush) | 2012 |
| „All My People“ (vs. Manilla Maniacs)                   | Cliché (Hush Hush) | 2013 |
| „Thanks For Leaving“                                    | Unlocked           | 2014 |
| „Cherry Pop“                                            | Unlocked           | 2014 |
| „Dance“                                                 | Unlocked           | 2014 |
| „Give Me Your Everything“                               | Unlocked           | 2014 |
| „Vanilla Chocolat“ (feat. Connect-R)                    | Unlocked           | 2014 |
| „We Wanna“ (feat. INNA & Daddy Yankee)                  | ALESTA             | 2015 |
| „I Did It, Mama!“                                       | ALESTA             | 2015 |
| „Balans“ (feat. Mohombi)                                | ALESTA             | 2016 |
| „Écoute“ (feat. Havana)                                 | ALESTA             | 2016 |
| „Boom Pow“                                              | ALESTA             | 2016 |
| „9 Lives“ (feat. Jahmmi)                                | ALESTA             | 2017 |
| „Boy Oh Boy“                                            | MAMI               | 2017 |
| „Noi 2“                                                 | MAMI               | 2017 |
| „Mami“                                                  | MAMI               | 2018 |
| „I Think I Love It“                                     | Rainbows           | 2019 |
| „Obsesii“                                               | Rainbows           | 2020 |
| „Tikari“ (feat. Litoo)                                  | Rainbows           | 2020 |
| „Aleasă“                                                | Rainbows           | 2021 |
| „Come Into My World“ (with NERVO)                       | Rainbows           | 2021 |
| „Tokyo“                                                 | Rainbows           | 2021 |
| „Asta-i pentru altcineva“ (with VUNK)                   | без альбома        | 2022 |
| „Bad At Hating You“                                     | Rainbows           | 2022 |
| „Heal Your Soul“ (with Манюэль Рива)                    | без альбома        | 2022 |
| „Cherry Lips“                                           | Rainbows           | 2022 |
| „Mai Vara“ (with Amedeo)                                | без альбома        | 2022 |
| „Bitch Is Fire“ (with MATTN)                            | TBA                | 2023 |
| „Bobo“                                                  | TBA                | 2023 |
| „Bine cu puțin rău“                                     | TBA                | 2023 |
| „Băieții“                                               | TBA                | 2024 |
| „Dancing in Marabella“ (with Sasha Lopez & Manuel Riva) | TBA                | 2024 |
| „Bambola“ (fwith Toka)                                  | TBA                | 2024 |
| „Înapoi“                                                | TBA                | 2024 |
| „Pop Cola Classic“                                      | TBA                | 2024 |

### Промосинглы
| Сингл                                             | Альбом      | Год  |
| ------------------------------------------------- | ----------- | ---- |
| „Show Me The Way“                                 | Saxobeats   | 2009 |
| „Energy“                                          | без альбома | 2012 |
| „Bitter Sweet“                                    | Saxobeats   | 2013 |
| „Crazy“                                           | Saxobeats   | 2013 |
| „Ting-Ting“                                       | Saxobeats   | 2013 |
| „Like A Virgin“ (Madonna Cover)                   | без альбома | 2017 |
| „Favorite Game“                                   | MAMI        | 2018 |
| „Stay“ (with Kopo & Drei Ros)                     | без альбома | 2018 |
| „Take Me Home“                                    | Rainbows    | 2020 |
| „Future Calling“ (with Faustix & Zookeepers)      | без альбома | 2021 |
| «Home Alone (Macaulay Culkin)» (with Alex Parker) | без альбома |      |

### При участии Александры Стан
| Сингл                                                                   | Альбом                  | Год  |
| ----------------------------------------------------------------------- | ----------------------- | ---- |
| «Mor de Dor» (Hi-Q featuring Alexandra Stan)                            | без альбома             | 2010 |
| «Baby, It’s OK» (Follow Your Instinct featuring Alexandra Stan)         | Animal Kingdom • ALESTA | 2013 |
| «Inimă de Gheață» (Trupa Zero featuring Alexandra Stan)                 | без альбома             | 2014 |
| «Set Me Free» (DJ Andi featuring Alexandra Stan)                        | без альбома             | 2014 |
| «Motive» (Dorian featuring Alexandra Stan)                              | ALESTA                  | 2015 |
| «Au Gust Zilele» (Criss Blaziny featuring Alexandra Stan)               | Poetul Mării            | 2016 |
| «Ciao» (Whitesound featuring Alexandra Stan)                            | без альбома             | 2016 |
| «Synchronize» (Alex Parker featuring Alexandra Stan)                    | без альбома             | 2017 |
| «Siempre Tú» (Axel Muñiz featuring Alexandra Stan)                      | без альбома             | 2017 |
| «Save The Night» (Monoir featuring Alexandra Stan)                      | без альбома             | 2017 |
| «Miami» (Manuel Riva featuring Alexandra Stan)                          | без альбома             | 2018 |
| «Neversea» (Manuel Riva featuring Alexandra Stan)                       | без альбома             | 2018 |
| «Ocean» (8KO featuring Alexandra Stan)                                  | без альбома             | 2018 |
| «Casino Lights» (Tomoro featuring Alexandra Stan)                       | без альбома             | 2019 |
| «Danger» (RDGLDGRN featuring Nitty Scott & Alexandra Stan)              | без альбома             | 2020 |
| «Delfinii» (Criss Blaziny featuring Alexandra Stan)                     | без альбома             | 2020 |
| «Bandit» (Paul Damixie featuring Alexandra Stan)                        | без альбома             | 2020 |
| «Tembleque» (Nosfe & Sak Noel featuring Alexandra Stan & Los Tioz)      | без альбома             | 2021 |
| «I Have A Dream (Ecuador)» (MasterM & 24Hours featuring Alexandra Stan) | без альбома             | 2022 |

### Видеоклипы
| Название                                                                 | Режиссёр                                          | Год  |
| ------------------------------------------------------------------------ | ------------------------------------------------- | ---- |
| - Lollipop (Param Pam Pam)                                               | Andrei Nemirschi                                  | 2009 |
| - Mr. Saxobeat                                                           | Iulian Moga                                       | 2010 |
| - Get Back (ASAP)                                                        | Iulian Moga                                       | 2011 |
| - One Million (featuring Carlprit)                                       | Iulian Moga                                       | 2011 |
| - Lemonade                                                               | Iulian Moga                                       | 2012 |
| - Cliché (Hush Hush)                                                     | Iulian Moga                                       | 2012 |
| - All My People (vs. Manilla Maniacs)                                    | Ilarionov Borisov                                 | 2013 |
| - Baby, It’s OK клип Follow Your Instinct при участии Александры Стан    | Oliver Sommer                                     | 2013 |
| - Thanks For Leaving                                                     | Khaled Mokhtar                                    | 2014 |
| - Inimă de Gheață клип Trupa Zero при участии Александры Стан            | Khaled Mokhtar                                    | 2014 |
| - Cherry Pop                                                             | Khaled Mokhtar                                    | 2014 |
| - Dance                                                                  | Khaled Mokhtar                                    | 2014 |
| - Give Me Your Everything                                                | Vlad Feneșan                                      | 2014 |
| - Vanilla Chocolat (featuring Connect-R)                                 | Alexandra Stan / The Architect                    | 2014 |
| - We Wanna (featuring INNA & Daddy Yankee)                               | Khaled Mokhtar / David Gal / Dimitri Caceaune     | 2015 |
| - Motive клип Dorian при участии Александры Стан                         | Ionut Trandafir                                   | 2015 |
| - I Did It, Mama!                                                        | Bogdan Daragiu                                    | 2015 |
| - Balans (featuring Mohombi)                                             | Anton San                                         | 2016 |
| - Écoute (featuring Havana)                                              | Khaled Mokhtar                                    | 2016 |
| - Au Gust Zilele клип Criss Blaziny при участии Александры Стан          | Criss Blaziny                                     | 2016 |
| - Boom Pow                                                               | Ironic Distors                                    | 2016 |
| - Ciao клип Whitesound при участии Александры Стан                       | Andrei Stan                                       | 2016 |
| - 9 Lives (featuring Jahmmi)                                             | Criss Blaziny                                     | 2017 |
| - Synchronize клип Alex Parker при участии Александры Стан               | Criss Blaziny                                     | 2017 |
| - Siempre Tú клип Axel Muñíz при участии Александры Стан                 | Manuel Escalante                                  | 2017 |
| - Boy Oh Boy                                                             | Bogdan Păun                                       | 2017 |
| - Noi 2                                                                  | Bogdan Păun                                       | 2017 |
| - Save The Night клип Monoir при участии Александры Стан                 | нет информации                                    | 2017 |
| - Favorite Game                                                          | Gu Suyeon                                         | 2018 |
| - Mami                                                                   | Bogdan Păun                                       | 2018 |
| - Miami клип Manuel Riva при участии Александры Стан                     | Bogdan Păun                                       | 2018 |
| - Ocean клип 8KO при участии Александры Стан                             | нет информации                                    | 2018 |
| - I Think I Love It                                                      | Criss Blaziny                                     | 2019 |
| - Obsesii                                                                | Bogdan Daragiu                                    | 2020 |
| - Take Me Home                                                           | Cătălin Dardea                                    | 2020 |
| - Delfinii клип Criss Blaziny при участии Александры Стан                | Criss Blaziny                                     | 2020 |
| - Tikari (featuring Litoo)                                               | Loyal Trip Cartle                                 | 2020 |
| - Tembleque клип Nosfe & Sak Noel при участии Александры Стан & Los Tioz | нет информации                                    | 2021 |
| - Aleasă                                                                 | Lofi Blartisio                                    | 2021 |
| - Come Into My World (with NERVO)                                        | Raluca Netca                                      | 2021 |
| - Tokyo                                                                  | Raluca Netca                                      | 2021 |
| - Asta-i pentru altcineva (with VUNK)                                    | Anton San                                         | 2022 |
| - Bad At Hating You                                                      | Raluca Netca                                      | 2022 |
| - Heal Your Soul (with Manuel Riva)                                      | Cristina Poszet / Andra Marta / Alexandru Mureșan | 2022 |
| - Cherry Lips                                                            | Claudiu Burcă                                     | 2022 |
| - Bitch Is Fire (with MATTN)                                             | нет информации                                    | 2023 |
| - Bobo                                                                   | Bogdan Daragiu                                    | 2023 |
| - Bine cu Putin Rau                                                      | нет информации                                    | 2023 |
| - Bambola (with Toka)                                                    | нет информации                                    | 2024 |